# 야누시 보이나로비치
야누시 보이나로비치(폴란드어: Janusz Wojnarowicz, 1980년 4월 14일~)는 폴란드의 전직 유도 선수이다. 2008년 하계 올림픽과 2012년 하계 올림픽에 참가했다.